# Kesawai
Le kesawai est une langue papoue parlée en Papouasie-Nouvelle-Guinée, dans la province de Madang.

## Classification
Le kesawai est un des membres de la famille des langues de la côte de rai, une des groupes des langues madang.

## Phonologie
Les  voyelles du kesawai sont :

### Voyelles
|         | Antérieure | Postérieure |
| ------- | ---------- | ----------- |
| Fermée  | i [i]      | u [u]       |
| Ouverte | ɛ [ɛ]      | ɔ [ɔ] ɑ [ɑ] |

### Consonnes
Les consonnes du kesawai sont :
|              |              | Bilabiales | Alvéolaires | Palatales | Vélaires | Glottales |
| ------------ | ------------ | ---------- | ----------- | --------- | -------- | --------- |
| Occlusives   | Occlusives   | p [p]      | t [t]       |           | k [k]    |           |
| Fricative    | Fricative    |            | s [s]       |           |          | h [h]     |
| Nasale       | Nasale       | m [m]      | n [n]       |           |          |           |
| Battue       | Battue       |            | ɾ [ɾ]       |           |          |           |
| Semi-voyelle | Semi-voyelle | w [w]      |             | y [ j]    |          |           |

## Écriture
Le kesawai s'écrit avec l'alphabet latin.
| Caractère     | Caractère | Caractère | Caractère | Caractère | Caractère | Caractère | Caractère | Caractère | Caractère | Caractère | Caractère | Caractère | Caractère | Caractère |
| ------------- | --------- | --------- | --------- | --------- | --------- | --------- | --------- | --------- | --------- | --------- | --------- | --------- | --------- | --------- |
| a             | e         | h         | i         | k         | m         | n         | o         | p         | r         | s         | t         | u         | w         | y         |
| Prononciation |           |           |           |           |           |           |           |           |           |           |           |           |           |           |
| ɑ             | ɛ         | h         | i         | k         | m         | n         | ɔ         | p         | ɾ         | s         | t         | u         | w         | j         |

## Sources
- (en) Anonyme, s. d., Kesawai Organized Phonological Data, manuscrit, Ukarumpa, SIL International.